# Operace Dobrý soused
Operace Dobrý soused (angl. Operation Good Neighbor) je název pro dlouhodobou humanitární pomoc Izraele syrským uprchlíkům postiženým syrskou občanskou válkou. Celou humanitární (nebojovou) operaci logisticky a bezpečnostně zajišťují Izraelské obranné síly. Započala v červnu 2016 a dosud probíhá.

## Předehra
Z důvodu probíhající občanské války došlo v Sýrii k rozpadu státních struktur a následnému pohybu velkého množství vysídlených lidí. Izrael byl nucen zabývat se stejně jako další země se Sýrií sousedící s přítomností uprchlíků na svých hranicích.

## Začátek
Pomoc začal Izrael cíleně poskytovat od roku 2013. Jednalo se o léčení válečných zranění v polních nemocnicích a ve veřejných nemocnicích v severním Izraeli. Od června 2016 započaly IOS poskytovat mnohostrannou pomoc masivně. Její součástí je pomoc hladovějícím uprchlíkům, kteří se usídlili podél izraelsko-syrské hranice a poskytování základních potřeb a zdravotní péče těm, kteří k ní z důvodu probíhající občanské války nemají přístup. Poskytování pomoci probíhá jak na syrském, tak i na izraelském území.

## Činnost
Velitelem celé operace je plk. Barak Hiram, velitel 474. brigády IOS. Vzhledem k tomu, že Izrael a Sýrie jsou stále technicky ve válečném stavu, nemůže být pomoc poskytována na nejvyšší úrovni, ale nepřímo. Z důvodu neexistence státní správy v Sýrii Izrael koordinuje pomoc přímo se syrskými lékaři a dalšími osobami v cílovém prostoru. Během ošetřování postižených nepožaduje izraelský personál žádné informace, aby se vyhnul podezření ze skrytého sběru zpravodajských údajů a také aby Syřané, kterým byla pomoc poskytnuta neměli v pozdější době problémy kvůli přijetí této pomoci.
Podle izraelských velitelů nemá celá operace jiný, než humanitární účel s výjimkou periferního cíle, totiž ukázat syrskému obyvatelstvu, že izraelská armáda není „vraždící mašinérie”  a Izraelci nejsou „monstra”. Syrsko - izraelská hranice je ovládaná umírněnými protiasadovskými rebely, kteří poskytováním humanitární pomoci mají zájem na udržení militantních islamistických skupin mimo prostor.
Žádný ze Syřanů, kteří se kvůli zdravotní pomoci dostali do Izraele neprojevil zájem zůstat v Izraeli natrvalo a všichni se vrátili zpět do Sýrie. Od začátku systematicky poskytované humanitární pomoci obdrželo pomoc kolem 200 000 syrských uprchlíků a více než 4000 jich bylo ošetřeno v izraelských nemocnicích. Od zahájení operace bylo v Izraeli dočasně umístěno více než 600 syrských dětí i s jejich matkami.

## Financování operace
Nákup humanitárního materiálu je financován jak mezinárodními, tak izraelskými nevládními a humanitárními organizacemi. Izraelská vláda se na pomoci podílí financováním bezplatné lékařské péče. IOS zajišťuje přepravu humanitárního materiálu i stavebního materiálu pro výstavbu dvou nemocnic.

## Součásti pomoci
- potravinová pomoc
- výstavba dvou zdravotnických zařízení v Sýrii, která by měla být provozována syrským zdravotnickým personálem
- další klinika je budována na izraelském území, na izraelské vojenské základně. Personál ale bude složen výhradně z představitelů nevládních organizací, určena bude k léčbě méně závažných poranění
- generátory včetně nafty pro tyto generátory či vodní pumpy
- oděvy a obuv
- stavební materiál
- zdravotnický materiál
- potřeby pro děti včetně dětských výživ, plen a hraček
- užitková vozidla a muly

## Kritika
Podle některých tvrzení poskytuje Izrael zdravotnickou pomoc i protiasadovským rebelům a to i přímo v Izraeli. Dle tvrzení syrského vyslance v OSN Bašára al-Ja´afariho pomáhá Izrael i islamistům z al-Nusry či Saham al-Jawlan. Podle mezinárodních organizací ale neexistují důkazy, že by se jednalo o programovou pomoc, ale pouze o několik jednotlivých případů.